# Rów (Dźwierzuty)
Rów (deutsch Rowmühle, 1938 bis 1945 Babantmühle) ist ein kleiner Ort in der polnischen Woiwodschaft Ermland-Masuren und gehört zur Gmina Dźwierzuty (Mensguth) im Powiat Szczycieński (Kreis Ortelsburg).

## Geographische Lage
Rów liegt an der Südspitze des Großen Babant-Sees (polnisch Jezioro Babięty Wielkie) in der südlichen Mitte der Woiwodschaft Ermland-Masuren, 17 Kilometer nordöstlich der Kreisstadt Szczytno (deutsch Ortelsburg).

## Geschichte
Der vor 1820 Row genannte Ort bestand ursprünglich lediglich aus einem kleinen Gehöft und war bis 1945 ein Wohnplatz der Landgemeinde Jellinowen (1938 bis 1945 Gellen (Ostpr.), polnisch Jeleniowo). Im Jahre 1820 zählte Rowmühle 10, 1885 schon 14 und 1905 bereits 15 Einwohner. Am 3. Juni – amtlich bestätigt am 16. Juli – 1938 wurde der Ort aus politisch-ideologischen Gründen der Abwehr fremdländisch klingender Ortsnamen in „Babantmühle“ umbenannt.
Mit dem gesamten südlichen Ostpreußen wurde der Ort 1945 in Kriegsfolge an Polen überstellt und erhielt die polnische Namensform „Rów“. Heute ist er als Waldsiedlung in die Landgemeinde Dźwierzuty (Mensguth) im Powiat Szczycieński (Kreis Ortelsburg) eingegliedert, bis 1998 der Woiwodschaft Olsztyn, seither der Woiwodschaft Ermland-Masuren zugeordnet.

## Kirche
Bis 1945 war Rowmühle resp. Babantmühle in die evangelische Kirche Rheinswein in der Kirchenprovinz Ostpreußen der Kirche der Altpreußischen Union sowie in die katholische Kirche Mensguth im damaligen Bistum Ermland eingepfarrt. Heute gehört Rów katholischerseits zur Pfarrei in Targowo (Theerwisch) im jetzigen Erzbistum Ermland, seitens der evangelischen Kirche zur Kirche in Rańsk, die jetzt eine Filialkirche der Pfarrei in Szczytno in der Diözese Masuren der Evangelisch-Augsburgischen Kirche in Polen ist.

## Verkehr
Rów liegt an einer Nebenstraße, die von Rańsk an der Woiwodschaftsstraße 600 nach Jeleniowo (Jellinowen, 1938 bis 1945 Gellen (Ostpr.)) führt. Außerdem besteht eine Zuwegung nach Rów vom Nachbarort Babięty (Babant) aus.